# Queen of Drags (1.ª temporada)
A  primeira temporada de Queen of Drags estreou na Alemanha no dia 14 de novembro de 2019, na ProSieben. Dez competidoras foram selecionadas para competir pelo título de “Queen of Drags” da Alemanha, da Áustria e da Suíça.
Semelhante ao Next Top Model da Alemanha, as queens foram alojadas em uma casa de luxo em Los Angeles na qual viveram por algumas semanas, sem contato com o mundo externo.
A cada semana, as drag queens apresentavam uma performance em um palco na frente de uma plateia. Após as apresentações, os três juízes principais e o juiz convidado atribuíam pontos de acordo com um ranking. A queen com mais pontos ganhava o título de "Rainha da Semana", enquanto a queen com menos pontos era eliminada da competição.
A vencedora da primeira temporada de Queen Drags  foi a alemã Yoncé Banks, tendo superado as suas compatriotas Aria Addams e Vava Vilde.

## Progresso das competidoras
| A competidora finalizou em 1º no ranking e tornou-se a Rainha da Semana. A competidora finalizou em 2º no ranking. A competidora finalizou em 3º no ranking. A competidora finalizou na zona neutra do ranking. A competidora finalizou na zona de risco do ranking. A competidora foi eliminada. A competidora foi eliminada em um desafio antes da performance semanal. | A competidora chegou à final e tornou-se a vencedora de Queen of Drags. A competidora chegou à final, mas terminou em 2° lugar. A competidora chegou à final, mas terminou em 3° lugar. A competidora retornou como convidada. |

## Jurados convidados
- Semana 1: Olivia Jones
- Semana 2: Amanda Lepore
- Semana 3: Leona Lewis
- Semana 4: Pabllo Vittar
- Semana 5: La Toya Jackson
- Semana 6: Laganja Estranja

## Episódios
| Episódio | Título do Episódio  | Data                   |
| -------- | ------------------- | ---------------------- |
| 1        | "The Art of Drag"   | 14 de novembro de 2019 |
| 2        | "Future Universe"   | 21 de novembro de 2019 |
| 3        | "Fairytale"         | 28 de novembro de 2019 |
| 4        | "Divas and Icons"   | 5 de dezembro de 2019  |
| 5        | "Grusel und Horror" | 12 de dezembro de 2019 |
| 6        | "Candyland"         | 19 de dezembro de 2019 |